# Scolopendra mirabilis
Scolopendra mirabilis är en mångfotingart som först beskrevs av Carl Oscar von Porat 1876.  Scolopendra mirabilis ingår i släktet Scolopendra och familjen Scolopendridae. Inga underarter finns listade i Catalogue of Life.